# معركة سهل البقاع
معركة سهل البقاع هي تعد من أكبر المعارك الجوية في التاريخ، وقعت بين القوات الجوية السورية 170 طائرة وسلاح الجو الإسرائيلي حيث دمرت في هذه المعركة حوالي 90 طائرة سورية من دون تدمير أي طائرة إسرائيلية . كما شهدت هده المعركة أول مشاركة في معركة حقيقية لل طائرات بدون طيار وقد أثبتت فعاليتها واعتماديتها. وقد شهدت هده المعركة تدمير أغلب بطاريات الدفاع الجوي السوري (15 من أصل 19) من نوع سام 3 وسام 6 وسام 7  ودامت العملية الإسرائيلية ساعتين فقط. حيث فشلت القوات السورية في تدمير أي طائرة إسرائيلية لانها أصبحت قديمة وغير قادرة على مجاراة سلاح الجو الإسرائيلي الدي تطور أكثر عما كان عليه في (حرب 1973) حيث اثبثت هذه البطاريات فعاليتها في تلك الحرب. كان من نتائج هذه المعركة انسحاب القوات السورية من معظم مناطق لبنان وترك حلفائها يقاتلون إسرائيل بالوكالة.

## سبب الخسارة
إن السبب الرئيسي في خسارة الحرب هو التطور الإسرائيلي الكبير في مجال الحرب الالكترونية وذلك باستخدامها لصاروخ إيه جي إم-45 شرايك المضاد للرادارات والذي عطل منظومة الرادارات السورية بالكامل.